# Jüdischer Friedhof (Kordel)
Der Jüdische Friedhof Kordel ist ein Friedhof in Kordel, einer Ortsgemeinde im Landkreis Trier-Saarburg in Rheinland-Pfalz. Er steht als Kulturdenkmal unter Denkmalschutz.
Der jüdische Friedhof, der über eine unauffällige Treppe zwischen zwei Häusern zugänglich ist, liegt am westlichen Ortsrand an einem Hang oberhalb des Grundstückes des Gebäudes Unterm Möhnerberg 14. Auf dem umfriedeten Friedhof befinden sich vier Grabsteine aus der Zeit um 1914 und zahlreiche Fragmente.

## Geschichte
Der Friedhof wurde um 1900 für die in Kordel lebenden, wenigen jüdischen Familien angelegt. In der NS-Zeit wurde der Friedhof geschändet und zerstört, die noch vorhandenen Grabsteinfragmente erinnern daran.